# 吳諄
吳諄（越南语：／；1873年—1899年），越南阮朝官員。

## 生平
吳諄是廣南省奠磐府延福縣青橘中總錦紗社（今屬廣南省奠磐市社奠南社錦紗村）人，嗣德二十六年（1873年）出生。成泰六年（1894年），吳諄参加承天場鄉試，考中舉人。成泰十年（1898年），吳諄會試中格，庭試考中副榜，與其他4名廣南籍同科進士、副榜一起被成泰帝稱讚為“五鳳齊飛”。
成泰十一年（1899年），吳諄初授石河知縣，同年因病去世，壽二十七歲。